# Provincia di Kourwéogo
La provincia di Kourwéogo è una delle 45 province del Burkina Faso, situata nella Regione dell'Altopiano Centrale. Il capoluogo è Boussé.

## Struttura della provincia
La provincia di Kourwéogo comprende 5 dipartimenti, di cui 1 città e 4 comuni:

### Città
- Boussé

### Comuni
- Laye
- Niou
- Sourgoubila
- Toéghin